# 福島県道343号飯谷大巻線
福島県道343号飯谷大巻線（ふくしまけんどう343ごう いいたにおおまきせん）は、福島県河沼郡柳津町にある一般県道である。只見川に沿う。

## 路線概要
- 起点：河沼郡柳津町大字飯谷字柏木林乙
- 終点：河沼郡柳津町大字小椿字大巻甲
- 総延長：8.010km[1]
  - 実延長：総延長に同じ
- 路線認定年月日：1959年8月31日[2]

柳津町南端の飯谷地内に発し、只見川の左岸に沿い、同様に只見川の右岸を通る国道252号と川を挟んで並走しながら柳津町中心部に至る。起点付近では大沼郡三島町域をかすめるように経由する。

## 通過する自治体
- 河沼郡柳津町 － 大沼郡三島町 － 柳津町

## 接続・交差する道路
- 柳津町内
  - 国道401号（河沼郡柳津町大字飯谷字柏木林乙 起点）
  - 国道252号（河沼郡柳津町大字小椿字大巻甲 終点）

## 沿線
- 柳津ダム・東北電力柳津発電所